# مهدی باتمانقلیچ
مهدی باتمانقلیچ سرمایه‌دار معروف و از ملاکان بزرگ ایران و نماینده مجلس شورای ملی بود. 
اجدادش از مهاجران قفقازی بودند که پس از اشغال قفقاز به دست روسیه از آنجا کوچ کردند. او از ثروتمندترین مردان ایران، مالک صدها روستا در مازندران و شهریار از جمله روستا های قلعه حاجی فرامرز بیگ و اکبر آباد ملارد ؛ شرکت‌های حمل و نقل زمینی و هوائی، نمایندگی شرکت‌های امریکایی در ایران و واردکننده کالاهای اساسی همچون تراکتور بود. هرچند به گفته عبدالرحمن فرامرزی، سردبیر روزنامه کیهان و نماینده مجلس، ابتدا راننده نمایندگی شرکت وستینگهاوس در ایران بوده و ظرف چند سال با زد و بند به این ثروت رسیده بود.
بخش زیادی از املاک باتمانقلیچ در مازندران، در اصل متعلق به محمدولی خان سپهدار تنکابنی بود که چون او به بانک استقراضی روسیه بدهکار بود و این بانک پس از برافتادن نظام تزاری در روسیه و تشکیل شوروی، به دولت ایران واگذار شد، ورثه‌اش برای تسویه بدهی‌ها به دولت واگذار کردند و باتمانقلیچ از دولت خریداری کرد. او در یکی از نطق‌هایش در مجلس درباره خودش گفته بود: «من به اندازه یک سوییس در ایران خاک دارم. مرا دست‌هایم را ببندید ببرید در صحرای آفریقا بیندازید با پاراشوت پایین، من دو سال دیگر میلیونر خواهم بود. برای این که مغز من کار می‌کند».
باتمانقلیچ در سال ۱۳۲۲ خورشیدی وارد سیاست شد و در انتخابات دوره چهاردهم مجلس شورای ملی نامزد نمایندگی تهران شد. به گفته خودش رأی آورد و نفر یازدهم تهران شد اما برای اینکه سید محمدصادق طباطبایی را وارد مجلس کنند، رأی‌های او را نخواندند و نتوانست به مجلس راه یابد.
در سال ۱۳۲۶ که برادرش سرتیپ نادر باتمانقلیچ فرمانده تیپ اردبیل بود، از این شهرستان نامزد نمایندگی شد و با صرف پول و اعمال نفوذ برادرش به مجلس راه یافت اما در مجلس نورالدین امامی و جواد گنجه‌ای نمایندگان آذربایجانی به استناد به اینکه او اهل محل و شناخته شده نیست و با پول و اعمال نفوذ انتخاب شده، به اعتبارنامه‌اش اعتراض کردند. مجلس سرانجام با ۶۳ رأی موافق در برابر ۳۴ رأی مخالف به اعتبارنامه‌اش رأی داد.
باتمانقلیچ همین یک دوره نماینده بود و پس از آن به فعالیت اقتصادی خود بازگشت. در رشته‌های مختلفی از حمل و نقل گرفته تا هتل‌داری و شهرک‌سازی فعال بود. تله‌کابین و قصر یخ را فرزندان او تأسیس کردند. یکی از پسرانش به نام هوشنگ وارد خدمت وزارت امور خارجه شد و به سفارت رسید.